# リカルド・ノードストランド
リカルド・ノードストランド（Rickard Nordstrand、1976年3月14日 - ）は、スウェーデンの男性キックボクサー。ストックホルム県出身。ヴァレントゥナ・ボクシングキャンプ所属。元WMC世界ライトヘビー級王者。
バックホーンはムエタイ。サウスポーである。
イケメンファイターであり、格闘技の他にモデル、プロアイスホッケーも行っている。

## 来歴
K-1 WORLD GP 2005開幕戦では膝の怪我とアトピー性皮膚炎の悪化により欠場したアーネスト・ホーストに代わって出場。
2007年8月11日、K-1 WORLD GP 2007 IN LAS VEGASで行われた世界最終予選に参戦。1回戦でパトリック・バリーにKO負け。試合後の薬物検査で薬物が検出された。

## 戦績
| 勝敗 | 対戦相手                   | 試合結果                     | 大会名                                                               | 開催年月日     |
| ○    | ジリ・ザク                 | 3R終了 判定3-0               | K-1 Scandinavia Rumble of the Kings 2010                             | 2010年12月11日 |
| ○    | クリフトン・ブラウン       | 2R TKO（レフェリーストップ） | K-1 Scandinavia Rumble of the Kings 2009                             | 2009年9月20日  |
| ○    | アレックス・デリー         | 2R 2:43 TKO                  | K-1 Scandinavia Rumble of the Kings 2009 Qualification               | 2009年5月22日  |
| ×    | パトリック・バリー         | 2R 2:16 KO（右ローキック）   | K-1 WORLD GP 2007 IN LAS VEGAS 【世界最終予選 1回戦】                | 2007年8月11日  |
| ×    | アーシュイン・バルラック   | 3R終了 判定0-3               | K-1 Scandinavia Rumble of the Kings 2007 【準決勝】                  | 2007年5月19日  |
| ○    | ゴラン・ヴィダゴヴィッチ   | 2R 2:50 KO                   | K-1 Scandinavia Rumble of the Kings 2007 【1回戦】                   | 2007年5月19日  |
| △    | マゴメド・マゴメドフ       | 延長R終了 引き分け           | K-1 World Max North European Qualification 2006 【スーパーファイト】 | 2006年11月24日 |
| ×    | マゴメド・マゴメドフ       | 3R終了 判定0-3               | K-1 Scandinavia Rumble of the Kings 2006 【決勝】                    | 2006年5月20日  |
| ○    | トピ・ヘリン               | 3R終了 判定3-0               | K-1 Scandinavia Rumble of the Kings 2006 【準決勝】                  | 2006年5月20日  |
| ○    | 高萩勉                     | 3R KO                        | K-1 Scandinavia Rumble of the Kings 2006 【1回戦】                   | 2006年5月20日  |
| ×    | ルスラン・カラエフ         | 3R終了 判定0-3               | K-1 WORLD GP 2005 in OSAKA 開幕戦 【1回戦】                          | 2005年9月23日  |
| ×    | 武蔵                       | 3R終了 判定0-2               | K-1 WORLD GP 2005 in HAWAII 【スーパーファイト】                     | 2005年7月29日  |
| ×    | レミー・ボンヤスキー       | 3R終了 判定0-3               | K-1 Scandinavia Rumble of the Kings 2005 【スーパーファイト】        | 2005年5月20日  |
| ○    | アルトゥール・スカムカロフ | 不明                         | IFMA Muay Thai World Championships 2004 【決勝】                     | 2004年5月31日  |
| ○    | 不明                       | 不明                         | IFMA Muay Thai World Championships 2004 【準決勝】                   | 2004年5月31日  |
| ○    | 不明                       | 不明                         | IFMA Muay Thai World Championships 2004 【2回戦】                    | 2004年5月31日  |
| ○    | 不明                       | 不明                         | IFMA Muay Thai World Championships 2004 【1回戦】                    | 2004年5月31日  |
| ×    | ブレクト・ウォリス         | 3R終了時 TKO                 | K-1 WORLD GP 2004 in Scandinavia 【決勝】                            | 2004年2月14日  |
| ○    | ローマン・カップカク       | 3R終了 判定3-0               | K-1 WORLD GP 2004 in Scandinavia 【準決勝】                          | 2004年2月14日  |
| ○    | ユルゲン・ハイマースタル   | 1R 0:54 TKO                  | K-1 WORLD GP 2004 in Scandinavia 【1回戦】                           | 2004年2月14日  |
| ○    | ミサ・バクロフ             | 5R終了 判定3-0               | -                                                                    | 2003年         |
| ○    | アリ・レーザ               | 判定                         | -                                                                    | 2001年6月9日   |

## 獲得タイトル
- IFMAスウェーデンムエタイチャンピオン
- 2009 WMC世界ライトヘビー級王座